# Mesophadnus violaceipennis
Mesophadnus violaceipennis là một loài tò vò trong họ Ichneumonidae.